# XRCO Hall of Fame
De XRCO Hall of Fame is een lijst van de X-Rated Critics Organization, waarmee het de legendes van de porno-industrie eert. Nieuwe leden worden jaarlijks opgenomen tijdens de XRCO Awards.

## XRCO Hall of Fame-leden

### Acteurs
- 1985 - John C. Holmes
- 1985 - Harry Reems
- 1985 - Jamie Gillis
- 1985 - Eric Edwards
- 1985 - John Leslie
- 1986 - Paul Thomas
- Herschel Savage
- Jon Martin
- Joey Silvera
- Randy West
- Ron Jeremy
- Mike Horner
- Tom Byron
- Marc Wallice
- Peter North
- 1995 - Buck Adams
- Don Fernando
- 1998 - Steve Drake
- 1999 - Sean Michaels
- 1999 - T.T. Boy
- 2000 - Rocco Siffredi
- Jake Steed
- 2001 - Billy Dee
- 2002 - Randy Spears
- 2006 - Mark Davis
- 2006 - Jon Dough
- 2006 - Blake Palmer
- 2007 - Mr. Marcus
- 2007 - Steven St. Croix
- 2008 - Christoph Clark
- 2009 - Lexington Steele
- 2010 - Evan Stone
- 2011 - Manuel Ferrara
- 2011 - Dave Cummings

### Actrices
- 1985 - Georgina Spelvin
- 1985 - Tina Russell
- 1985 - Rene Bond
- 1985 - Marilyn Chambers
- 1985 - Sharon Thorpe
- 1986 - Annette Haven
- Lesllie Bovee
- Sharon Mitchell
- Colleen Brennan
- Sharon Kane
- Gloria Leonard
- Kay Parker
- Suzanne McBain
- Seka
- Veronica Hart
- Erica Boyer
- Vanessa del Rio
- Desireé Cousteau
- Lisa DeLeeuw
- 1993 - Hyapatia Lee
- 1993 - Debi Diamond
- Shanna McCullough
- Ginger Lynn
- Christy Canyon
- 1995 - Amber Lynn
- 1995 - Nina Hartley
- Desiree West
- Jeanna Fine
- 1997 - Bionca
- 1997 - Careena Collins
- 1998 - Kelly Nichols
- 1998 - Annie Sprinkle
- 1998 - Barbara Dare
- 1998 - Jesie St. James
- 1998 - Shauna Grant
- 1998 - Linda Wong
- 1999 - Tori Welles
- 2000 - Porsche Lynn
- 2000 - Tracey Adams
- 2001 - Teri Weigel
- 2002 - Ashlyn Gere
- 2002 - Tiffany Mynx
- Selena Steele
- 2005 - Jenna Jameson
- 2006 - Keisha
- 2006 - Kylie Ireland
- 2007 - Francesca Lé
- 2007 - Janine
- 2007 - Serenity
- 2008 - Chloe
- 2008 - Nikki Dial
- 2008 - Shayla LaVeaux
- 2008 - Jeannie Pepper
- 2008 - Stephanie Swift
- 2009 - Jewel De'Nyle
- 2009 - Angel Kelly
- 2009 - Leena
- 2009 - Missy
- 2009 - Joanna Storm
- 2009 - Stacy Valentine
- 2010 - Jada Fire
- 2011 - Juli Ashton

### Overige
- 1993 - Reb Sawitz
- 1993 - Al Goldstein
- Larry Flynt
- 1993 - William Rotsler
- 1995 - Jim South
- 1997 - Jeremy Stone
- John Rowberry
- 2002 - Susie Bright
- 2004 - Bill Liebowitz
- 2004 - Jim Holliday
- 2004 - Jared Rutter
- 2006 - Doug Oliver
- 2006 - Danni Ashe
- 2007 - Mark Kernes
- 2008 - Paul Fishbein
- 2009 - Roger T. Pipe

### Film Creators
- 1985 - David F. Friedman
- 1985 - Gerard Damiano
- 1985 - Radley Metzger (Henry Paris)
- 1986 - Alex deRenzy
- 1986 - Anthony Spinelli (Sam Weston)
- 1986 - Howard Ziehm (Linus Gator)
- Bob Chinn
- Harold Lime
- The Mitchell Brothers
- Cecil Howard
- Henri Pachard
- Robert McCallum
- Erik Anderson
- Chuck Vincent
- 1993 - F.J. Lincoln
- 1993 - Bobby Hollander
- 1993 - Bruce Seven
- John Stagliano
- 1995 - Gregory Dark
- Michael Carpenter
- 1997 - Candida Royalle
- 1998 - Ed Powers
- Damon Christian
- 2000 - Patrick Collins
- 2000 - Jim Enright
- 2001 - Kirdy Stevens
- 2002 - Andrew Blake
- Seymore Butts
- James Avalon
- 2006 - Michael Ninn
- 2007 - Rinse Dream
- 2008 - Richard Mahler
- 2008 - Suze Randall
- 2009 - Brad Armstrong
- 2009 - Jules Jordan

### Film Pioneers
- George S. McDonald
- Sandi Carey
- Sandy Dempsey
- Ric Lutze
- Jesse Adams
- Serena
- Darby Lloyd Rains
- C. J. Laing
- Cyndee Summers
- Johnny Keyes
- Richard Mailer
- William Margold
- Bob Vosse
- 1993 - John Seeman
- 1993 - David Christopher
- 1993 - Michael Morrison
- 1998 - Roy Karch
- 1998 - Jim Malibu
- 1998 - Juliet Anderson
- 1998 - Bobby Astyr
- 1998 - George Payne
- 2000 - Dean Roberson
- 2006 - Richard Pacheco
- 2007 - Loni Sanders
- 2007 - Mai Lin
- 2008 - R. Bolla
- 2008 - Abigail Clayton
- 2008 - Marc Stevens
- 2008 - Lysa Thatcher
- 2009 - Kandi Barbour

### Films
- Easy
- The Ecstacy Girls
- Hot Pursuit
- Jack & Jill
- Mary! Mary!
- Baby Face (1933)
- Wet Rainbow (1974)
- Naked Came the Stranger (1975)
- Sensations (1975)
- 3 A.M. (1976)
- Anna Obsessed (1977)
- Barbara Broadcast (1977)
- Desires Within Young Girls (1977)
- Eruption (1977)
- The Candy Stripers (1978)
- Little Girls Blue (1978)
- The Other Side of Julie (1978)
- Pretty Peaches (1978)
- Sex World (1978)
- Sex Gast (2000)
- Take Off (1978)
- Babylon Pink (1979)
- Her Name was Lisa (1979)
- Insatiable (1980)
- Randy the Electric Lady (1980)
- Taboo (1980)
- Talk Dirty to Me (1980)
- Amanda By Night (1981)
- Bad Girls (1981)
- The Dancers (1981)
- Nightdreams (1981)
- Nothing to Hide (1981)
- Outlaw Ladies (1981)
- Platinum Paradise (1981)
- Roommates (1981)
- All American Girls (1982)
- Café Flesh (1982)
- Aerobisex Girls (1983)
- Dixie Ray Hollywood Star (1983)
- Night Hunger (1983)
- Sexcapades (1983)
- Every Woman Has a Fantasy (1984)
- Firestorm (1984)
- Black Throat (1985)
- Dangerous Stuff (1985)
- Loose Ends (1985)
- New Wave Hookers (1985)
- Taboo American-Style (1985)
- 1985 - Deep Throat (1972)
- 1985 - Behind the Green Door (1972)
- 1985 - The Opening of Misty Beethoven (1976)
- White Bun Busters (1986)
- 1986 - The Private Afternoons of Pamela Mann (1974)
- 1986 - Story of Joanna (1975)
- 1986 - Honeypie (1976)
- 1986 - The Devil in Miss Jones (1973)
- 1986 - Femmes De Sade (1976)
- The Catwoman (1988)
- The Big Thrill (1989)
- The Chameleon (1989)
- Night Trips (1989)
- Buttman's Ultimate Workout (1990)
- Buttman's European Vacation (1991)
- Wild Goose Chase (1991)
- Chameleons - Not The Sequel (1992)
- 2004 - Face the Heart Parts I, II III, VI (EMI Germany, 2000)
- 2006 - Face Dance Parts I, II (Evil Angel, 1993)
- 2006 - Justine - Nothing to Hide II (Cal Vista Films, 1994)
- 2006 - Neon Nights (Command Video, 1981)
- 2007 - Latex (Michael Ninn - VCA, 1995)
- 2008 - Curse of the Catwoman (1992)
- 2008 - Reel People (1984)
- 2009 - Dog Walker (1994)

### Outlaws of Porn
- 2009 - Max Hardcore

### Special Awards
- 1995 - Michael Cates
- 1995 - Carl Esser
- 2007 - Anna Malle
- 2007 - Christi Lake
- 2008 - H. Lewis Sirkin

### XRCO Members' Choice
- 2007 - Asia Carrera